# Dick Vitale

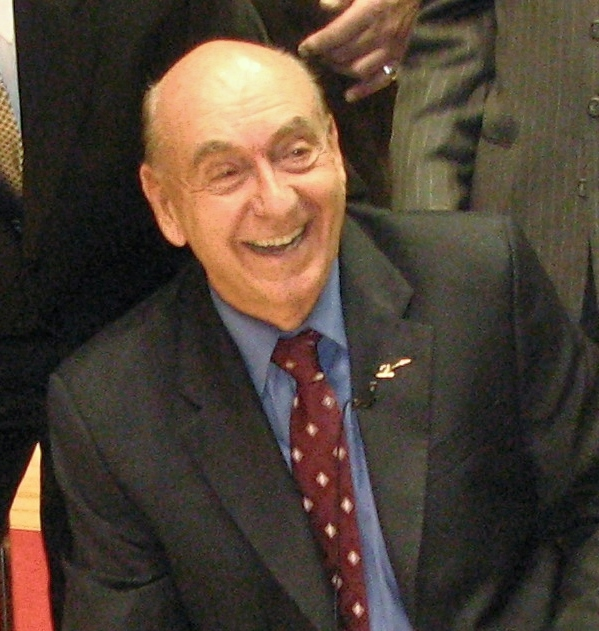
Dick Vitale (2011)

Richard John „Dick“ Vitale (* 9. Juni 1939 in Passaic, New Jersey), genannt „Dickie V“, ist ein US-amerikanischer Sportreporter und ehemaliger Basketballtrainer. Seit 1979 kommentiert er für den Sender ESPN Basketballspiele des College-Verbandes National Collegiate Athletic Association (NCAA).

## Werdegang
Vitale wuchs in Garfield und East Paterson im US-Bundesstaat New Jersey auf. Er studierte an der Seton Hall University. Ab 1962 war er in Garfield an der Mark Twain Elementary School als Lehrer sowie Basketball- und American-Football-Trainer tätig. In der Saison 1963/64 übte er an der Garfield High School und von 1964 bis 1970 an der ebenfalls in New Jersey ansässigen East Rutherford High School das Amt des Basketballtrainers aus. Zwischen 1970 und 1972 arbeitete Vitale als Assistenztrainer an der Rutgers University.
Als Cheftrainer der University of Detroit (1973 bis 1977) führte er die Hochschulmannschaft zu 78 Siegen und 30 Niederlagen. Ab April 1977 leitete Vitale an der University of Detroit den Hochschulsport und war hernach Cheftrainer der Detroit Pistons (78/79er Saison) in der NBA.
1979 wechselte Vitale zu ESPN und wurde für den Sender als Basketballkommentator tätig. Bekannt machte ihn seine Arbeitsweise, Spiele mit überschwänglicher Begeisterung zu kommentieren, sowie Wortschöpfungen und Aussprüche wie Awesome, Baby! Er wurde fester Bestandteil der ESPN-Übertragungen von NCAA-Spielen, erlangte eine fast legendäre Stellung als Sportreporter, wurde aufgrund seines Kommentatorenstils aber auch als polarisierende Persönlichkeit beschrieben.
Vitale wurde für seine Verdienste um den Sport 2008 in die Naismith Memorial Basketball Hall of Fame aufgenommen. 2021 gab er bekannt, an Krebs erkrankt zu sein.